# Cortiglione
Cortiglione – miejscowość i gmina we Włoszech, w regionie Piemont, w prowincji Asti.
Według danych na styczeń 2009 gminę zamieszkiwało 614 osób przy gęstości zaludnienia 72,8 os./km².